# Oddone II di Blois
Oddone II di Blois o Oddone I di Champagne in francese Eudes le Champenois (981 circa – Commercy, 15 novembre 1037) fu conte di Blois, Chartres, Châteaudun, Tours, Provins e Reims, dal 1004,  Conte di Champagne (diciassettesimo conte di Troyes, ottavo conte di Meaux), dal 1022 alla sua morte.

## Origine
Oddone, secondo il documento n° III del Cartulaire de Marmoutier pour le Dunois, era il figlio del conte di Blois, di Tours, di Chartres, di Châteaudun, di Tours, di Provins e di Reims, Oddone I di Blois e di Berta di Borgogna, che secondo il Hugonis Floriacensis, Liber qui Modernorum Regum Francorum continet Actus 9 era figlia del re di Arles o delle due Borgogne, Corrado III il Pacifico e della sua seconda moglie (come ci conferma la Chronica Albrici Monachi Trium Fontium), Matilde di Francia (943-980).
Oddone I di Blois, come conferma il Rodulfi Glabri, Historiarum III era figlio del conte di Blois, di Tours, di Chartres e di Châteaudun, Tebaldo I di Blois e della sorella di Erberto III d'Omois, Liutgarda di Vermandois, che, secondo il monaco e scrittore normanno, Guglielmo di Jumièges (anche se non la nomina), era la figlia femmina (secondogenita) del conte di Vermandois, di Meaux, di Soissons e di Madrie e di Vexin, signore di Peronne, Senlis e San Quintino e futuro conte di Troyes, Erberto II (880 – 943) e di Adele (ca. 895- ca. 931), l'unica figlia del marchese di Neustria e futuro re di Francia, Roberto I.

## Biografia
Oddone viene citato in un documento del 989, inerente a una donazione: infatti nel documento n° XXIV delle Chartes Vendômoises, compare come testimone assieme al padre, Oddone I, ed al fratello, Tebaldo.
Nel 996, alla morte del padre, il fratello primogenito, Tebaldo, gli subentrò nei titoli e nel governo dei territori; infatti il documento n° VI della raccolta di documenti riguardanti Oddone, Eudes, comte de Blois, de Tours, de Chartres, de Troyes et de Meaux, di quello stesso anno, conferma che i fratelli, Tebaldo e Oddone, definiti conti, assieme alla loro madre, Berta, confermano la donazione fatta dal loro padre, Oddone I, alla abbazia di Bourgueil.
Della madre Berta, da poco vedova, si era perdutamente innamorato il re di Francia, Roberto II, che avrebbe voluto sposarla, non ottenne il permesso di potersi risposare, sia dal papa Gregorio V che dal re Ugo Capeto, padre di Roberto dato che erano cugini di terzo grado.
Sempre nel 996, alla morte di Ugo Capeto, Roberto divenne re di Francia e pochi mesi dopo sposò, in seconde nozze, pur con l'opposizione di Papa Gregorio V, la cugina Berta, mirando alla successione al regno di Arles o delle due Borgogne. Oddone divenne così il figliastro del re di Francia.
Tra il 1003 e il 1004, Oddone sposò Matilde di Normandia, figlia del jarl o duca dei Normanni e conte di Rouen, Riccardo I e della sua seconda moglie, Gunnora.
Nel 1004, il fratello maggiore, Tebaldo II, morì, senza lasciare eredi e Oddone gli succedette come Oddone II di Blois: infatti nel documento n° III del Cartulaire de Marmoutier pour le Dunoi, inerente ad una donazione, datato 1004, Oddone lo firma col titolo di conte assieme alla madre che, nonostante si fosse separata da Roberto II, continuò ad attribuirsi il titolo di regina (Bertæ reginæ, Odonis comitis filii ius), mentre il fratello non compare più.
Dopo la morte della moglie, Matilde, nel 1005, Oddone rifiutò di restituire al cognato Riccardo II la dote della moglie, la metà della città di Dreux. Sconfitto sul campo di battaglia, nel 1006, Oddone fu salvato dal patrigno, Roberto II che intervenne come arbitro e decretò che Dreux dovesse rimanere al conte di Blois, Oddone II, come ci riferisce Guglielmo di Jumièges.
Verso il 1005, Oddone sposò Ermengarda d'Alvernia, figlia del conte d'Alvernia Guglielmo IV.
Come riporta Rodolfo il Glabro, nel 1016, Oddone II ebbe delle controversie con il conte d'Angiò, Folco Nerra, che iniziò la politica di usurpazione della Turenna. Già in quell'anno, Folco Nerra inflisse ad Oddone una sconfitta a Pontlevoy.
Subito dopo Oddone II invase la Lorena.

In giallo i possedimenti di Oddone II

Nel 1022, alla morte del cugino, il conte di Conte di Champagne (sedicesimo conte di Troyes, settimo conte di Meaux), Stefano I, Oddone II gli succedette; come ci conferma lo storico francese, Louis Halphen, ci sono tutte le ragioni per credere che il re di Francia, Roberto II, rivendicandone l'eredità, si sia opposto alla successione, pensando in un primo tempo di contrastarlo, accettando poi il fatto compiuto, probabilmente l'accettò per avere sotto controllo lo stesso Oddone II. In realtà, è più probabile che Oddone II sia stato designato come successore direttamente da Stefano, in quanto era già beneficiario del feudo; Oddone difese i suoi diritti scrivendo una lettera al re Roberto II, che lo aveva minacciato di accusarlo di tradimento e sottrargli tutti i feudi, e, pur dichiarandosi un fedele suddito, asserisce che la successione gli spetta, chiudendo che vuole riconciliarsi e continuare servirlo fedelmente.
Dopo la morte dell'imperatore Enrico II (13 luglio 1024), Oddone appoggiò il re di Francia, Roberto II, nel progetto di combattere il nuovo re di Germania e futuro imperatore, Corrado II di Franconia, per potersi riappropriare della Lorena
, senza però riuscirvi.
Oddone, per la successione al trono del regno di Arles o delle due Borgogne, era in diretta concorrenza con il nuovo re di Germania Corrado il Salico, in quanto il re di Arles, Rodolfo III, senza eredi, nel 1025, aveva confermato (Corrado II aveva occupato Basilea per forzare la decisione di Rodolfo III) la successione a Corrado II, marito della nipote di Rodolfo III, Gisella, la figlia della sorella di Rodolfo III, Gerberga. Però Oddone, nipote di Rodolfo III (la madre di Oddone, Berta di Borgogna, era la sorella di Rodolfo III), che si riteneva il pretendente più diretto alla successione, in quegli anni aveva tentato, inutilmente, di convincere Rodolfo a riconoscerlo come erede, sino a che, nel 1027, a Muttenz, Corrado II aveva ricevuto le insegne reali da Rodolfo III, la corona e la lancia di san Maurizio, ed era stato riconosciuto ufficialmente erede; anche Rodolfo il Glabro riporta la questione della pretesa alla successione nel regno di Arles.

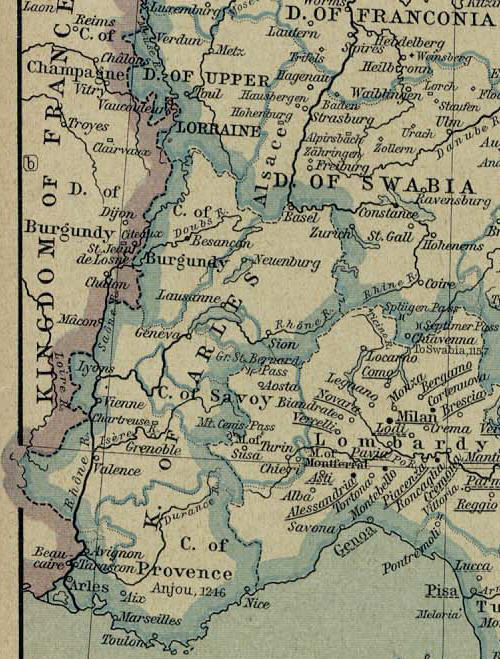
Regno di Arles

Alla morte di Roberto II di Francia, nel 1031, Oddone II di Blois spalleggiò la regina madre Costanza d'Arles, in una rivolta contro il figlio, il nuovo re, Enrico I di Francia, per poterlo sostituire sul trono con l'altro figlio, Roberto. La regina madre si impossessò di Senlis, Dammartin, Le Puiset, Poissy e Sens, donata per metà a Oddone II, come compenso per l'appoggio ricevuto. Enrico, con il sostegno decisivo del duca di Normandia, Roberto I il Magnifico, si difese con vigore, riprese alcune città, costrinse la madre e il fratello alla pace e mantenne il trono, cedendo però al fratello, Roberto, il ducato di Borgogna, che ormai, da quasi trent'anni, era legato alla corona di Francia.
Oddone però si rifiutò di deporre le armi e fu assediato in Sens, ma senza successo. L'anno dopo Enrico assediò nuovamente Oddone II nella città di Sens, ma incontrò ancora una fiera resistenza che lo costrinse a ritirarsi.
Oddone, nel settembre 1032, alla morte di Rodolfo III, il 6 settembre, senza eredi legittimi, approfittando che Corrado era impegnato in una guerra in Polonia, come ci racconta il Herimanni Augiensis Chronicon, invase la Borgogna, e con l'appoggio dell'arcivescovo di Lione, Burcardo II, fratellastro di Rodolfo, del conte di Ginevra, dell'arcivescovo di Vienne ed altri nobili, contrari alla successione di Corrado, si impadronì di numerose fortezze, mentre la nobiltà si schierava a favore del pretendente più diretto alla successione, e, quando, nel gennaio del 1033, il cugino Corrado II giunse a Basilea, accompagnato dal figlio Enrico, gli tenne testa, obbligandolo a rientrare a Zurigo.
Allora, nella primavera del 1033, a Deville sulla Mosa, il re di Francia, Enrico I si incontrò con l'imperatore, Corrado II di Franconia, per stipulare un patto di alleanza contro il conte di Champagne e di Blois, Oddone II, che, oltre che essersi ribellato a Enrico I, si era impadronito del regno di Arles, attaccando l'imperatore anche in Lotaringia. In un primo tempo, Corrado II, dopo essersi occupato ancora una volta della Polonia, riuscì ad ottenere la sottomissione di Oddone II, con la rinuncia alle sue pretese ed abbandonare i distretti occupati, ma non aveva poi mantenuto la parola; la guerra riprese e Oddone II tenne testa ai due sovrani per circa due anni, e solo nel maggio del 1034 la guerra di successione terminò, dopo che, Corrado II aveva ricevuto aiuto dai suoi alleati con Umberto I Biancamano, che ebbe il comando militare delle operazioni, il marchese Bonifacio IV di Toscana e l'arcivescovo di Milano, Ariberto. Con la conquista di quasi tutte le fortezze da parte di Corrado e la conseguente ritirata, e rinuncia ad ogni pretesa sul regno di Arles.
Quindi Oddone dovette sottomettersi anche al re di Francia, Enrico I.
Secondo il documento n° IV, di incerta datazione (1032/1037) del Cartulaire de Marmoutier pour le Dunois, Oddone II, assiema alla moglie Ermengarda, ed al figlio, Tebaldo, conferma una donazione, fatta dal padre, Oddone I.
Dopo Oddone intavolò trattative, che non andarono a buon fine, coi prelati italiani, guidati dall'arcivescovo di Milano, Ariberto da Intimiano, per ottenere la corona della Lombardia, ma non se ne fece nulla per la morte di Oddone II.
Infine Oddone invase nuovamente la Lorena, mettendo a ferro e fuoco il paese, finché l'esercito lorenese del Duca dell'Alta Lorena (Lotaringia), Gothelo I di Lotaringia o Gozelo o Gozzelone detto il Grande, secondo gli Annales Sangallensis Maiores, gli sbarrò il passo, nei pressi di Bar e il 15 novembre del 1037 fece strage delle truppe di Oddone, che trovò una penosa morte sul campo. Il giorno dopo il suo cadavere fu ritrovato spogliato e mutilato, come riporta Rodolfo il Glabro; il corpo fu riconsegnato alla vedova che lo fece seppellire accanto al padre, nell'Abbazia di Marmoutier a Tours; anche gli Obituaires de la province de Sens. Tome 2, danno notizia della morte di Oddone il 15 novembre (XVII Kal Dec Odo palati comes......in proelio morte effectas est).
Alla sua morte, il figlio primogenito, Tebaldo, ereditò la contea di Blois, mentre il secondogenito, Stefano, ereditò la contea di Champagne, come ci viene confermato dal Hugonis Floriacensis, Liber qui Modernorum Regum Francorum continet Actus 10.

## Matrimoni e discendenza
Tra il 1003 e il 1004, secondo il monaco e scrittore normanno, Guglielmo di Jumièges, Oddone aveva sposato Matilde di Normandia, figlia, sia secondo Guglielmo di Jumièges, che il cronachista, priore dell'abbazia di Bec e sedicesimo abate di Mont-Saint-Michel, Robert di Torigny, nella sua Chronique: -Ricardi primi duci Normanniae-, del jarl o duca dei Normanni e conte di Rouen, Riccardo I e della sua seconda moglie, Gunnora, di cui non si conoscono gli ascendenti, ma definita una vergine di una nobilissima famiglia di origine vichinga.

Oddone da Matilde non ebbe figli.
Verso il 1005, Oddone II, come risulta dal Chronica Albrici Monachi Trium Fontium, aveva sposato Ermengarda d'Alvernia, che, secondo la Genealogiae comes Flandriae era figlia del Conte d'Alvernia, Guglielmo IV e della moglie Humberge (o Ermengarda), figlia di Etienne de Brioude, conte di Gévaudan e Forez, nell'Aquitania orientale e della sua seconda moglie (il matrimonio, avvenuto prima del 960 è confermato dal Cartulaire de l'abbaye de Saint-Chaffre du Monastier et Chronique de Saint-Pierre du Puy'), Adelaide d'Angiò (ca 942 - 1026), figlia del Conte d'Angiò e poi, conte di Nantes e duca di Bretagna, Folco II.
Oddone II da Ermengarda d'Alvernia ebbe tre figli:
- Tebaldo[42] (1012-1089), conte di Blois e poi conte di Champagne
- Stefano[42] (?-1048), conte di Champagne e conte di Brie
- Berta[47] (?-1085), che sposò, il conte Alano III di Bretagna (?-1040) e poi, nel 1046, il conte Ugo IV del Maine (?-1051).

## Ascendenza
|                         |                        |                          | Genitori                |  |  | Nonni |  |  | Bisnonni                    |  |  | Trisnonni |  |
|                         |                        |                          |                         |  |  |       |  |  | Tebaldo il Vecchio di Blois |  |  | …         |  |
|                         |                        |                          |                         |  |  |       |  |  | Tebaldo il Vecchio di Blois |  |  | …         |  |
|                         |                        | …                        |                         |  |  |       |  |  | Tebaldo il Vecchio di Blois |  |  |           |  |
| Tebaldo I di Blois      |                        |                          |                         |  |  |       |  |  | Tebaldo il Vecchio di Blois |  |  |           |  |
|                         |                        | …                        | …                       |  |  |       |  |  |                             |  |  |           |  |
|                         |                        | …                        | …                       |  |  |       |  |  |                             |  |  |           |  |
|                         |                        | …                        | …                       |  |  |       |  |  |                             |  |  |           |  |
| Oddone I di Blois       |                        | …                        |                         |  |  |       |  |  |                             |  |  |           |  |
|                         |                        | Erberto II di Vermandois | Erberto I di Vermandois |  |  |       |  |  |                             |  |  |           |  |
|                         |                        | Erberto II di Vermandois | Erberto I di Vermandois |  |  |       |  |  |                             |  |  |           |  |
|                         |                        | Erberto II di Vermandois | Liutgarda di Morvois    |  |  |       |  |  |                             |  |  |           |  |
| Liutgarda di Vermandois |                        | Erberto II di Vermandois |                         |  |  |       |  |  |                             |  |  |           |  |
|                         |                        | Adele di Neustria        | Roberto I di Francia    |  |  |       |  |  |                             |  |  |           |  |
|                         |                        | Adele di Neustria        | Roberto I di Francia    |  |  |       |  |  |                             |  |  |           |  |
|                         |                        | Adele di Neustria        | Adele del Maine         |  |  |       |  |  |                             |  |  |           |  |
| Oddone II di Blois      |                        | Adele di Neustria        |                         |  |  |       |  |  |                             |  |  |           |  |
|                         | Rodolfo II di Borgogna | Rodolfo I di Borgogna    |                         |  |  |       |  |  |                             |  |  |           |  |
|                         | Rodolfo II di Borgogna | Rodolfo I di Borgogna    |                         |  |  |       |  |  |                             |  |  |           |  |
|                         | Rodolfo II di Borgogna | Willa di Provenza        |                         |  |  |       |  |  |                             |  |  |           |  |
| Corrado III di Borgogna | Rodolfo II di Borgogna |                          |                         |  |  |       |  |  |                             |  |  |           |  |
|                         |                        | Berta di Svevia          | Burcardo II di Svevia   |  |  |       |  |  |                             |  |  |           |  |
|                         |                        | Berta di Svevia          | Burcardo II di Svevia   |  |  |       |  |  |                             |  |  |           |  |
|                         |                        | Berta di Svevia          | Regelinda               |  |  |       |  |  |                             |  |  |           |  |
| Berta di Borgogna       |                        | Berta di Svevia          |                         |  |  |       |  |  |                             |  |  |           |  |
|                         |                        | Luigi IV di Francia      | Carlo III di Francia    |  |  |       |  |  |                             |  |  |           |  |
|                         |                        | Luigi IV di Francia      | Carlo III di Francia    |  |  |       |  |  |                             |  |  |           |  |
|                         |                        | Luigi IV di Francia      | Eadgifu d'Inghilterra   |  |  |       |  |  |                             |  |  |           |  |
| Matilde di Francia      |                        | Luigi IV di Francia      |                         |  |  |       |  |  |                             |  |  |           |  |
|                         |                        | Gerberga di Sassonia     | Enrico I di Sassonia    |  |  |       |  |  |                             |  |  |           |  |
|                         |                        | Gerberga di Sassonia     | Enrico I di Sassonia    |  |  |       |  |  |                             |  |  |           |  |
|                         |                        | Gerberga di Sassonia     | Matilde di Ringelheim   |  |  |       |  |  |                             |  |  |           |  |
|                         |                        | Gerberga di Sassonia     |                         |  |  |       |  |  |                             |  |  |           |  |

### Fonti primarie
- (LA)  Cartulaire de l'abbaye de Saint-Chaffre du Monastier et Chronique de Saint-Pierre du Puy.
- (LA)  Rodulfi Glabri Historiarum Libri Quinque.
- (LA)  Monumenta Germaniae Historica, Scriptores, tomus I.
- (LA)  Monumenta Germaniae Historica, Scriptores, tomus V.
- (LA)  Monumenta Germaniae Historica, Scriptores, tomus VII.
- (LA)  Monumenta Germaniae Historica, Scriptores, tomus IX.
- (LA)  Monumenta Germaniae Historica, Scriptores, tomus XXIII.
- (LA)  Cartulaire de Marmoutier pour le Dunois.
- (LA)  Stephani Baluzii Miscellaneorum, Liber I.
- (LA)  Historiæ Normannorum Scriptores Antiqui.
- (LA)  Chronique de Robert de Torigni, abbé du Mont-Saint-Michel, vol I.
- (LA)  Obituaires de la province de Sens. Tome 2.
- (FR)  Eudes, comte de Blois, de Tours, de Chartres, de Troyes et de Meaux.

### Letteratura storiografica
- Louis Halphen, "La Francia dell'XI secolo", cap. XXIV, vol. II (L'espansione islamica e la nascita dell'Europa feudale) della Storia del Mondo Medievale, 1999, pp. 770–806.
- Louis Halphen, "Il regno di Borgogna", cap. XXV, vol. II (L'espansione islamica e la nascita dell'Europa feudale) della Storia del Mondo Medievale, 1999, pp. 807–821.
- Edwin H. Holthouse, "L'imperatore Enrico II", cap. VI, vol. IV (La riforma della chiesa e la lotta fra papi e imperatori) della Storia del Mondo Medievale, 1999, pp. 126–169.
- Austin Lane Poole, "L'imperatore Corrado II", cap. VII, vol. IV (La riforma della chiesa e la lotta fra papi e imperatori) della Storia del Mondo Medievale, 1999, pp. 170–192.
- Caroline. M. Ryley, "L'imperatore Enrico III", cap. VIII, vol. IV (La riforma della chiesa e la lotta fra papi e imperatori) della Storia del Mondo Medievale, 1999, pp. 193–236.
- Paul Fournier, "Il regno di Borgogna o d'Arles dal XI al XV secolo", cap. XI, vol. VII (L'autunno del Medioevo e la nascita del mondo moderno) della Storia del Mondo Medievale, 1999, pp. 383–410.
- Cronache dell'anno Mille di Rodolfo Glabro, a cura di Guglielmo Cavallo e Giovanni Orlandi, Fondazione Lorenzo Valla, Mondadori, VII edizione (2005)
- (FR)  Chartes Vendômoises.